# Gieorgij Brusiłow
Gieorgij Brusiłow (ur. 1884 w Mikołajowie, zm. ok. 1914) – rosyjski oficer Marynarki Wojennej Imperium Rosyjskiego, badacz Arktyki.

## Życiorys
Urodził się w 1884 roku w Mikołajowie na południu Ukrainy jako syn Lwa Brusiłowa, oficera rosyjskiej Marynarki Wojennej. W 1905 roku ukończył studia w Morskim Korpusie Kadeckim, po czym walczył w wojnie rosyjsko-japońskiej. Po zakończeniu wojny przeniósł się do Floty Bałtyckiej.
Brusiłow brał udział w wyprawach badawczych na Północ na lodołamaczach „Tajmyr” i „Wajgacz”. W swoich planach miał także realizację własnej wyprawy na Ocean Arktyczny. Wiosną 1912 roku kupił w Wielkiej Brytanii za pieniądze stryja szkuner i 28 lipca wyruszył w rejs z Sankt Petersburga. Na statku o nazwie „Święta Anna” (ros. Святая Анна) planował przejść cały Ocean Arktyczny do Cieśniny Beringa, a stamtąd udać się do Władywostoku. Udało mu się jednak dotrzeć jedynie do Morza Karskiego, gdzie został uwięziony przez lód.
Po dwuletnim dryfowaniu po zamarzniętym morzu Brusiłow zdał sobie sprawę, że nie należy spodziewać się pomocy. Nakazał wtedy grupie czternastu marynarzy pod dowództwem nawigatora Albanowa podjąć próbę dotarcia do archipelagu Ziemi Franciszka Józefa. Ostatecznie trzech marynarzy zawróciło na statek, a z grupy pozostałych dziesięciu jedynie dwóch doczekało spotkania ze statkiem „Swiatyj Foka” ekspedycji Gieorgija Siedowa. Sam Brusiłow i pozostała z nim załoga zmarli z głodu i wyziębienia prawdopodobnie w 1914 roku.

## W literaturze
Postać Brusiłowa pojawia się opowiadaniu Szturman ze "Świętej Anny" ze zbioru Na białym szlaku Aliny i Czesława Centkiewiczów. Przedstawiono w nim przebieg rejsu „Świętej Anny” oraz losy grupy nawigatora Albanowa.